# Palazzina Zalum
La Palazzina Zalum è un caratteristico edificio di Livorno situato sul lungomare della città, nei pressi dell'Hotel Palazzo e della Terrazza Mascagni. L'immobile in origine confinava con l'elegante Villa Queirolo.

## Storia
La costruzione della Palazzina Zalum risale ai primi anni del Novecento ed interessò un lotto di terreno posto dinanzi ad un vasto parco dei divertimenti, in seguito scomparso con la realizzazione della Terrazza Mascagni.
Innalzata intorno al 1909, fu progettata dall'ingegner Alberto Adriano Padova, un progettista al quale si devono anche i disegni per alcune case nel nuovo quartiere della Stazione. Fino agli anni quaranta del secolo scorso ha ospitato il cosiddetto "Casino dei nobili", ove la classe dirigente cittadina si riuniva.
Inoltre, adiacente alla palazzina esisteva, sin dal 1902, la Villa Queirolo, realizzata da Augusto Giustini per il direttore dello stabilimento termale Acque della Salute; l'edificio, oggi scomparso e sostituito da una grande struttura condominiale (negli anni trenta del Novecento il villino era già stato ricostruito in stile razionalista), era caratterizzato da un piccolo torrino centrale con elementi analoghi a quelli presenti ancor oggi nel prospetto della Villa Azzurra a Montenero.

## Descrizione
La Palazzina Zalum (nota anche per essere stata sede del locale Circolo dell'Unione) è una delle più sontuose costruzioni residenziali della Livorno d'inizio Novecento.
All'esterno, i temi dell'architettura classica sono riscontrabili nel basamento in bugnato liscio sul quale sono impostate, sul fronte principale, quattro colonne d'ordine corinzio; il prospetto laterale rivolto verso l'Hotel Palazzo presenta invece una successione di lesene che inquadrano le aperture.
Inoltre tre conchiglie sono collocate al di sopra di altrettante aperture lungo la facciata principale, rivolta proprio verso il mare.
Alla semplicità dell'esterno si contrappone lo sfarzo, talvolta eccessivo, dell'interno, riccamente decorato facendo ricorso ad un apparato ornamentale di gusto eclettico.
L'ingresso è costituito da un doppio volume illuminato da una grande vetrata alla sommità; una scala d'onore conduce al ballatoio del livello superiore, delimitato da una balaustra monumentale. Le decorazioni del piano terreno sono costituite da bassorilievi, mentre nelle lunette sovrastanti sono conservati affreschi di grande effetto cromatico.